# 趙維垣
趙維垣（1510年—？年），字伯師，號艮山、龍巖，貴州永寧衛官籍直隸江都縣人，明朝政治人物。

## 生平
雲貴鄉試第五十一名舉人，嘉靖十一年（1532年）壬辰科第三甲第一百七十四名進士。都察院觀政，改翰林院庶吉士，十三年十二月授刑部主事，改禮部，十五年十一月因张延龄狱降二级，贬大名府推官，歷陞寶慶府同知、署宝庆府事、南京兵部郎中、江西僉事，改浙江僉事，陞雲南左參議，二十九年二月升本省提學副使，升四川參政、福建按察使、右布政使，官至左布政使，三十八年正月考察以不謹閑住。

## 家族
曾祖趙顯，祖趙銓，父趙迪，母周氏；繼母文氏。